# Municipio de Garfield (condado de Calhoun)
El municipio de Garfield (en inglés: Garfield Township) es un municipio ubicado en el condado de Calhoun en el estado estadounidense de Iowa. En el año 2010 tenía una población de 189 habitantes y una densidad poblacional de 2,1 personas por km².

## Geografía
El municipio de Garfield se encuentra ubicado en las coordenadas 42°25′45″N 94°48′7″O / 42.42917, -94.80194. Según la Oficina del Censo de los Estados Unidos, el municipio tiene una superficie total de 89.8 km², de la cual 89,8 km² corresponden a tierra firme y (0 %) 0 km² es agua.

## Demografía
Según el censo de 2010, había 189 personas residiendo en el municipio de Garfield. La densidad de población era de 2,1 hab./km². De los 189 habitantes, el municipio de Garfield estaba compuesto por el 98,41 % blancos, el 0,53 % eran de otras razas y el 1,06 % eran de una mezcla de razas. Del total de la población el 2,65 % eran hispanos o latinos de cualquier raza.